# Ficus jacquelineae
Ficus jacquelineae är en mullbärsväxtart som beskrevs av S. Carvajal och C. Pena-pinela. Ficus jacquelineae ingår i släktet fikonsläktet, och familjen mullbärsväxter. Inga underarter finns listade i Catalogue of Life.